# Anton Špiesz
Anton Špiesz (21. září 1930, Udavské – 14. leden 1993, Vídeň) byl významný slovenský historik.
Anton Špiesz strávil své dětství v Malackách, kde v roce 1949 odmaturoval na tamním gymnáziu. Po maturitě studoval historii na Univerzitě Komenského v Bratislavě. Po nabytí vysokoškolského vzdělání pracoval v Historickém ústavu Slovenské akademie věd v Bratislavě. Publikačně byl velmi činný, napsal mnoho odborných článků a vydal několik knih týkajících se hospodářských dějin Slovenska.
Již v roce 1961 vyšla jeho první práce Manufaktúrne obdobie na Slovensku 1725-1825. V roce 1972 následovala kniha Remeslo na Slovensku v období existencie cechov. Dokumenty Štatúty bratislavských cechov vyšly v roce 1978.
Knihu Slobodné kráľovské mestá na Slovensku v rokoch 1680-1780 vydal v roce 1983.
Ve stejném roce vyšla i jeho kniha Remeslá, cechy a manufaktúry na Slovensku.
Bratislava v 18. storočí byla vydána v roce 1987.
Dejiny Slovenska na ceste k sebauvedomovaniu vyšly v roce 1992.
Nedožil se vydání knihy Bratislava v stredoveku (2001), jejímž byl spoluautorem. Čtenář se z ní může dozvědět, jak vypadalo nynější hlavní město Slovenské republiky ve středověku.
Další knihou vydanou po Špieszově smrti jsou Ilustrované dejiny Slovenska, kde se popisuje vývoj dějin Slovenska od příchodu Slovanů až do roku 1989.
Je to publikace, která v první polovině devadesátých let vyšla již dvakrát pod názvem Dejiny Slovenska – na ceste k sebauvedomeniu. Novým, exkluzivnějším vydáním této knihy se naskytla čtenáři možnost získat na malé ploše informace o všem, co bylo ve slovenských národních dějinách důležité. Atraktivitu titulu zvyšuje působivá grafická úprava s více než třemi sty barevnými i černobílými ilustracemi. Kniha se používala na středních školách jako učebnice dějin.
Dr. Anton Špiesz vystupoval se svými odbornými přednáškami na různých sympoziích doma i v zahraničí. V roce 1990 byla Dr. Špieszovi udělena Cena hlavního města SR Bratislavy za celoživotní práci v oblasti dějin.
Dr. Špiesz navštěvoval i zahraniční archivy, kde získával materiál pro své práce. Při takové návštěvě archivů ve Vídni v roce 1993 náhle zemřel. Pochován je na Ružinovském hřbitově.
Městské zastupitelstvo hlavního města Slovenské republiky vydalo v roce 2003 obecně závaznou vyhlášku hlavního města Slovenské republiky Bratislavy č. 5/2003 ze dne 11. prosince 2003 o určení názvů nově vzniklých ulic v městských částech hlavního města Slovenské republiky, kterým jednu z ulic ve městské části Karlova Ves nazvalo Špieszova ulice.